# Çamlıca, Mustafakemalpaşa
Çamlıca là một xã thuộc huyện Mustafakemalpaşa, tỉnh Bursa, Thổ Nhĩ Kỳ. Dân số thời điểm năm 2011 là 181 người.